# Name Server Daemon
Name Server Daemon (kurz NSD) ist ein Open-Source-Softwarepaket, das einen Domain-Name-Server implementiert. NSD kann kostenlos bezogen werden, der Quelltext ist öffentlich.

## Entwicklungsziele und Besonderheiten
NSD wurde als Alternative zu BIND entwickelt, vor allem um eine höhere Vielfalt bei den Root-Nameservern zu erreichen und das globale Domain-Name-System damit weniger anfällig für die potentiellen Fehler und Sicherheitslücken eines einzelnen Produktes zu machen. NSD soll laut den Zielen der Entwickler außerdem möglichst schlank, standardkonform und zu BIND kompatibel sein.
Im Gegensatz zu BIND und einigen anderen DNS-Servern implementiert NSD aber bewusst nur einen autoritativen DNS-Server und keinen rekursiven. Für diesen Zweck gibt es ein Schwesterprojekt namens Unbound, das einen nicht-autoritativen, dafür aber rekursiven Server implementiert.
Die NLnet Labs als nicht gewinnorientierte Hauptentwickler versprechen auf der Projekt-Homepage ein langfristiges Engagement für NSD: Selbst ein allfälliger Rückzug von der Entwicklung soll mindestens zwei Jahre im Voraus angekündigt werden.

## Verbreitung
NSD läuft (neben verschiedenen Versionen von BIND) als Software für den Betrieb zahlreicher der 13 Root-Nameserver des Internet. Auch wenn sich viele Betreiber von Root-Nameservern aus Sicherheitsgründen mit Details zu ihrer Infrastruktur zurückhalten, ist sein Einsatz zumindest auf den K-Servern seit 2003 belegt, später auch für die H- und L-Server. Außerdem setzten auch einige Top-Level-Domains wie .fr oder .nl bereits seit längerem NSD ein.
Linux-Distributionen stellen NSD in der Regel als fertiges Paket zur Installation als Alternative für BIND bereit. OpenBSD hat NSD als Standard-Server (zusammen mit Unbound) in das Basissystem übernommen und dort BIND komplett ersetzt.